# Catenoteismo
Catenoteismo è un termine usato dallo storico delle religioni Max Muller per indicare la dottrina secondo la quale, in una pluralità di divinità, ciascuna di esse governa a turno. Da considerarsi come una forma di politeismo.
L'esempio più importante è la religione vedica, ma sembra essere presente anche nel tardo paganesimo nordico.